# Kahlenbergwehr

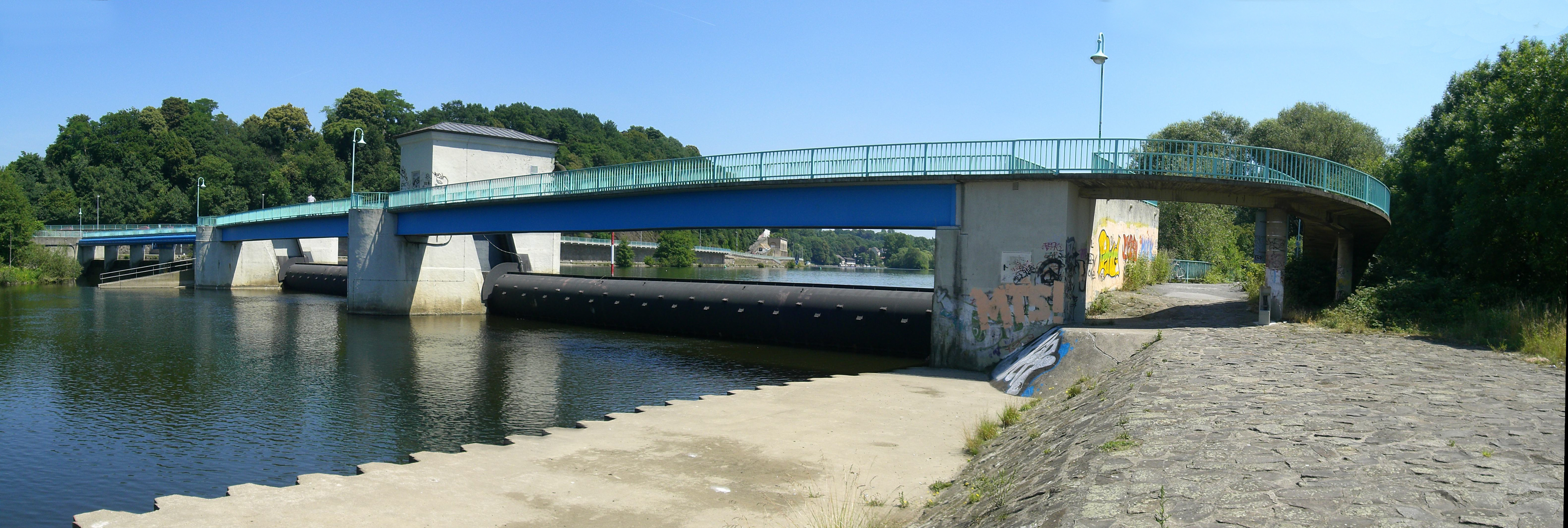
Kahlenbergwehr

Das Kahlenbergwehr ist ein Stauwehr an der Ruhr in Mülheim an der Ruhr. Es befindet sich ruhraufwärts am Anfang der Dohneinsel und sperrt den linken Seitenarm der Ruhr ab. Es handelt sich um ein Walzenwehr. Der rechte Seitenarm führt zum Wasserkraftwerk Kahlenberg, ferner geht vom rechten Seitenarm der Schleusenkanal mit der Ruhrschleuse Mülheim ab.
1923 wurde mit den Bau des Walzenwehrs begonnen. Die Fußgängerbrücke wurde 1962 gebaut; ihre Vorgängerin, die „Saarner Kegelbahn“, war im Zweiten Weltkrieg zerstört worden. Bis 2023 soll das Geländer wegen der Radfahrer erhöht werden.
Die am Wehr bestehende Fischtreppe wurde von der Rheinisch-Westfälischen Wasserwerksgesellschaft 1996/97 zu Beckenschlitzpässen mit rauer Sohle ausgebildet, um im Bereich des Gewässergrundes (Benthos) kriechenden Lebewesen den Aufstieg zu ermöglichen. Sie entspricht den Anforderungen des Programms Lachs 2000.
Beim Hochwasser im Juli 2021 wurde das Fahrgastschiff Moornixe durch das geöffnete Wehr geschwemmt.